# Pinus maximinoi
Pinus maximinoi es una especie de pino de la familia Pinaceae, comúnmente conocido como pino canis u ocote. Es nativo de El Salvador, Nicaragua, Guatemala, y México donde crece a una altitud entre 600 y 2400 m s. n. m. Puede alcanzar una longitud de 20-35 m.

## Descripción
Pinus maximinoi puede alcanzar una altura de 20 a 35 metros, con un diámetro de tronco de hasta 100 cm y un tronco que suele ser recto. Los árboles viejos tienen ramas horizontales que forman una corona densa y redondeada. Los árboles jóvenes tienen una corona abierta, de forma piramidal. La corteza es de color gris-marrón en los árboles viejos. En árboles jóvenes la corteza es lisa y tiene un color gris marrón. Las ramas son largas, delgadas y flexibles, a menudo un poco pendular. Las agujas, que crecen en unidades de cinco, son muy delgadas y largas, con una longitud de 15 a 28 cm.

## Usos
La madera es bastante blanda y suave, pero firme. La albura es de color amarillo pálido, el duramen ligeramente más oscuro. Se utiliza como madera de construcción; y a nivel local se utiliza como leña, así como para la construcción de casas.

## Taxonomía
Pinus maximinoi fue descrita por Harold Emery Moore  y publicado en Baileya 14(1): 8. 1966.
Etimología
Pinus: nombre genérico dado en latín al pino.
maximinoi: epíteto otorgado en honor del botánico mexicano Maximino Martínez (1888–1964)
Sinonimia
- Pinus douglasiana var. maximinoi (H.E.Moore) Silba
- Pinus escandoniana Roezl
- Pinus hoseriana Roezl
- Pinus pseudostrobus var. tenuifolia Shaw
- Pinus tenuifolia Benth.
- Pinus tzompoliana Roezl[6][7]